# 佩蘭鎮區 (明尼蘇達州基特遜縣)
佩蘭鎮區（英語：Pelan Township）是位於美國明尼蘇達州基特遜縣的一個行政鎮區。

## 歷史
佩蘭鎮區於1900年設立，得名自早期定居者查爾斯·H·佩蘭（Charles H. Pelan）。

## 地方資料
佩蘭鎮區的面積為92.25平方千米，當中陸地面積為92.28平方千米，而水域面積為0.17平方千米。根據2020年美國人口普查的數據，當地共有人口46人，而人口密度為每平方千米0.5人。